# Bryski-Kolonia
Bryski-Kolonia (prononciation [ˈbrɨski kɔˈlɔɲa]) est un village de la gmina de Góra Świętej Małgorzaty, du powiat de Łęczyca, dans la voïvodie de Łódź, situé dans le centre de la Pologne.

## Administration
De 1975 à 1998, le village était attaché administrativement à l'ancienne voïvodie de Płock.

Depuis 1999, il fait partie de la nouvelle voïvodie de Łódź.